# Superheroes (Racer X)
Superheroes è il quarto album in studio del gruppo musicale statunitense Racer X. In Giappone è stato pubblicato con il nome Adventure of Racer X-Men.

## Tracce
Testi e musiche di Racer X, eccetto dove indicato.
1. Superheroes – 4:40
2. Let the Spirit Fly – 3:47
3. Godzilla (cover dei Blue Öyster Cult) – 4:50 (Donald Roeser)
4. Dead Man's Shoes – 4:07
5. King of the Monsters (strumentale) – 4:49
6. Mad at the World (versione alternativa di My Kinda Woman dei  Mr. Big.) – 4:00
7. Evil Joe – 3:59
8. That Hormone Thing – 4:36
9. Viking Kong (strumentale) – 5:02
10. Time Before the Sun – 7:14 (Jeff Martin, Mike Onesko)
11. O.H.B. (One Hot Bitch) – 4:10

## Formazione

### Gruppo
- Jeff Martin – voce
- Paul Gilbert – chitarra
- John Alderete – basso
- Scott Travis – batteria

### Produzione
- Paul Gilbert – produzione, ingegneria del suono
- Bruce Bouillet – missaggio
- William Hames – fotografia

## Curiosità
- Il brano Mad At The World fu scritto dalla band negli anni '80 e venne suonato dal vivo[1], tuttavia non fu mai inciso ufficialmente prima del 2000. I Mr. Big registrarono nell'album Lean into It una versione alternativa del brano intitolandola My Kinda Woman.
- Il brano Viking Kong fu scritto da Paul Gilbert con l'intenzione di duettare con Yngwie Malmsteen[2].